# Hrabstwo Ralls
Hrabstwo Ralls (ang. Ralls County) – hrabstwo w stanie Missouri w Stanach Zjednoczonych.
Obszar całkowity hrabstwa obejmuje powierzchnię 519.66  mil2 (1 346 km²). Według danych z 2010 r. hrabstwo miało 10 167 mieszkańców. Hrabstwo powstało w 1820.

## Główne drogi
- U.S. Route 24
- U.S. Route 36
- U.S. Route 54
- U.S. Route 61
- Route 19
- Route 79
- Route 154

## Sąsiednie hrabstwa
- Hrabstwo Marion (Missouri) (północ)
- Hrabstwo Pike, Illinois (północny wschód)
- Hrabstwo Pike, Missouri (południowy wschód)
- Hrabstwo Audrain (południe)
- Hrabstwo Monroe (zachód)

## Miasta
- Center
- New London
- Perry
- Rensselaer (wioska)